# Palestina, Huila
Palestina là một khu tự quản thuộc tỉnh Huila, Colombia. Thủ phủ của khu tự quản Palestina đóng tại Palestina Khu tự quản Palestina có diện tích 220 ki lô mét vuông. Đến thời điểm ngày 28 tháng 5 năm 2005, khu tự quản Palestina có dân số 7898 người.